# Hans Schaumberger
Hans Schaumberger (* 12. November 1928 in Linz; † 2007 in Geras) ist ein österreichischer Maler und Grafiker.

## Leben
Hans Schaumberger studierte von 1945 bis 1948 an der damaligen Kunstgewerbeschule Linz Malerei bei Paul Ikrath, Rudolf Hoflehner und Franz von Zülow. Danach arbeitete er als freier Maler und Grafiker in Linz und ab 1954 in Wien.
Seine Malerei ist dem romantischen Realismus verpflichtet, dem die atmosphärischen Stimmungen der Waldviertler Landschaft entgegenkommen.
Von 1954 bis 1958 war er Mitglied der Redaktion der Kunst- und Kulturzeitschrift magnum. 1964 gestaltete er das grafische Design des Austria-Pavillons auf der New Yorker Weltausstellung. Von 1965 bis 1982 war er der leitende Grafiker im Verlag Fritz Molden. 1970 gestaltete er die Grafik für den neuen ORF.
Ab 1985 lebte der Künstler im Waldviertel, wo er sich ausschließlich der Malerei widmete.

## Anerkennungen
- 1973 Preis der Stadt Wien für Bildende Kunst

## Publikationen
Herausgeberschaft
- Peter Baum: Franz von Zülow. 1883 – 1963. Bildband, Molden, Wien 1980, ISBN 978-3-217-01063-5.
- Christine Wessely: Das Zeitalter der Ersten Republik. Bildband, Edition Brandstätter Verlag, Wien 1995, ISBN 978-3-85447-555-2.